# Jeugdtijdschrift

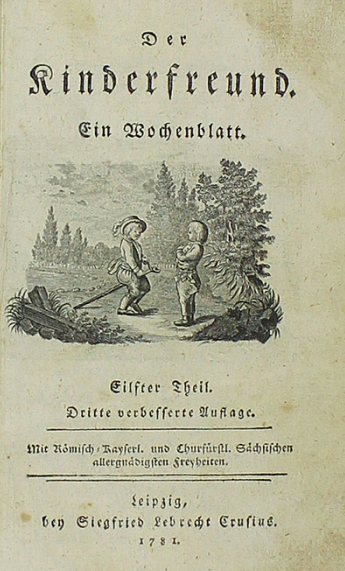
Het achttiende-eeuwse kindertijdschrift Der Kinderfreund van C.F. Weiße (1781).

Kindertijdschriften of jeugdtijdschriften zijn tijdschriften speciaal voor de jeugd.
De tijdschriften richten zich gewoonlijk op een bepaalde leeftijdsgroep, bijvoorbeeld: peuters en kleuters (1-6 jaar); schoolkinderen van 6-12 jaar (of onderverdeeld in 6-8 en 8-12 jaar); of tieners (12+). Soms wordt het woord 'kindertijdschrift' meer gebruikt voor de jongere doelgroep en 'jeugdtijdschrift' meer voor de doelgroep van 12+.
Inhoudelijk zijn kinder- en jeugdtijdschriften grofweg onder te verdelen in enerzijds bladen voor verstrooiing en vermaak en anderzijds educatieve, leerzame bladen. Daarbinnen zijn vele thematische genres te onderscheiden, zoals: confessionele tijdschriften (vanuit een bepaalde geloofsovertuiging), literaire tijdschriften, wetenschappelijke tijdschriften, striptijdschriften, jongenstijdschriften, meisjestijdschriften, of bladen rond één onderwerp, zoals paardentijdschriften.

## Geschiedenis van Nederlandstalige kindertijdschriften
De eerste Nederlandse kindertijdschriften waren De Vriend der Kinderen (1779-1783) en Weekblad voor Neerlands Jongelingschap (1783-1786), verschenen in de tweede helft van de 18e eeuw. Beide waren gemodelleerd naar Duits voorbeeld en stonden in de traditie van De Verlichting. In de 19e eeuw kwam het genre tot volle bloei. Succesvol waren onder meer het Hollandsch Penning-Magazijn voor de jeugd (1834-1852), Voor ’t jonge volkje (1875-1934) en in Vlaanderen De kleine Vlaming (1814-1840 en 1951-1959). Begin 20e eeuw had elke zuil zijn eigen tijdschriften, zoals het Weekblaadje voor de Roomsche Jeugd voor de katholieken dat van 1916 tot 1941 verscheen.
Na de Tweede Wereldoorlog ontstond een scheiding tussen enerzijds ontspanningsbladen, bijvoorbeeld de tijdschriften Tom Poes Weekblad (1947-1951), Kuifje (1946-1993) en Donald Duck (1952-heden), en anderzijds educatieve bladen als Okki (1953-heden), Taptoe (1953-2016) en de Vlaamse bladen van De Goede Pers (Averbode) zoals Zonneland (1919-heden) en Zonnekind (1958-heden). Een aparte plaats nemen de Vlaamse Filmpjes (1930-heden) in, waarin elke week een kort verhaal verschijnt. In 1990 startte ook de Vlaamse uitgeverij De Eenhoorn met educatieve tijdschriften voor kinderen (onder meer Knuffel en Kits). Daarnaast komen er steeds meer gespecialiseerde bladen voor jongeren, zoals het populair-wetenschappelijke tijdschrift Kijk (1968-heden) en het kunsttijdschrift DADA.
Een aparte groep vormen de literaire jeugdtijdschriften als Zonneschijn en na de oorlog Kris Kras, Ezelsoor, Mik Mak of Boekie Boekie die een springplank bieden of boden aan schrijf- en illustratief talent. Vanaf 2002 geeft de Vlaamse Kinderleesclubs vzw De leesmicrobe en De boekenfee uit, met recensies, verhalen en artikelen over boeken, geschreven op maat van kinderen.

## Lijst van Nederlandstalige kindertijdschriften
Onderstaande lijst is alfabetisch geordend per eeuw van oprichting. De lijst is niet volledig. De bibliografie van Rietveld-van Wingerden (1995) vermeldt tot het jaar 1942 al ruim 150 titels.

### Opgericht in de achttiende eeuw
- De Vriend der Kinderen (1779-1783); vertaling van het Duitse Der Kinderfreund (1775-1784) van C.F. Weiße
- Weekblad voor Neerlands Jongelingschap (1783-1786)

### Opgericht in de negentiende eeuw
- De Engelbewaarder (1884-1958)
- De Kinder-Courant (1852-1905)
- De Kinderwereld (1894-1934)
- De Mimersbron. Tijdschrift voor Jongelingen (1834-1838)
- Het Prenten-Magazijn voor de Jeugd (1841-1849)
- Hollandsch penning-magazijn voor de jeugd (1834-1852)
- Jong Holland (1884-1889)
- Ons Blaadje (1896-1908)
- Voor de Kinderkamer (1882-1934)
- Voor de lieven kleinen (1860-?)
- Voor 't jonge Volkje (1875-1934)
- Weekblad voor Jongens en Meisjes (1895-1903)
- Weekblad voor de jeugd (1896-ca. 1915)

### Opgericht in de twintigste eeuw
- Arend (1955-1966)
- Bobo (1968-heden)
- Club, voor tienermeisjes (1976-1988)
- Kunsttijdschrift DADA (1994-heden)
- De Kleine Vlaming (1914-1940)
- De Vonk Jeugdkrant (ca. jaren 1930-?)
- De Vuurslag (1952-?)
- Debbie
- Donald Duck, (1952-heden)
- Doremi (1965-heden)
- Droom en daad : maandblad voor jonge meisjes (1923-1930)
- Eppo (1975-1999, 2009-heden)
- Hello you! (1987-2007)
- Jippo (1973-1983)
- Kie-ke-boe (1930-1942)
- KIJK (1968-heden)
- Kindervriend (1911-1940)
- Kleuterblaadje (1911-1953)
- Kris-Kras (1954-1966)
- Kuifje (1946-1993)
- Meisjesleven. Christelijk Tijdschrift voor onzer Vrouwelijke Jeugd (1918-1924)
- Meisjesleven (1933-1939)
- National Geographic Junior (1975-heden)
- Okki (1953-heden)
- Ons Thuis (ca. 1902-1919)
- Penny (1978-heden)
- Pep (1962-1975)
- Primo (1975-1981)
- Robbedoes (1938-2005)
- Roomsche Jeugd (1911-1953)
- Samsam (1975-heden)
- Sjors (1954-1975)
- Sprookjesland (1970-1972)
- Suske en Wiske weekblad (1993-2003)
- Taptoe (1953-2016)
- Tina (1967-heden)
- Voor de Jeugd (?-1927)
- Vrij en Blij (1917-1942)
- Zonnekind (1958-heden)
- Zonneland (1920-heden)
- Zonneschijn (1924-1943)
- Zonnestraal (1966-heden)